# Ada de Hollande
Ada de Hollande, née vers 1188, morte en 1223, est comtesse de Hollande de 1203 à 1207. Elle est la fille de Thierry VII, comte de Hollande, et d'Adélaïde de Clèves.

## Biographie
Dès la mort de son père en 1203, elle doit lutter contre son oncle Guillaume, seigneur de Frise, qui revendique la Hollande. La même année 1203, Ada épouse Louis II, comte de Looz pour consolider sa position. Alors qu'elle se rend aux funérailles de son père, Ada est acculée par les fidèles de Guillaume près de Leyde. Elle se retranche dans le château de Leyde (nl), qui est capturé après un court siège par le vicomte de Leyde, Philip van Wassenaar. Elle est retenue prisonnière dans la citadelle de Leyde. Ada est ensuite internée à Texel par son oncle. Par le traité de Bruges, Guillaume accepte Louis et Ada comme comte de Hollande, mais Ada doit accepter de renoncer à son héritage en 1207 pour recouvrer sa liberté. Ada et Louis ne tiennent pas leur promesse et la guerre reprend. Cette guerre civile devient rapidement une partie d'un important conflit international entre d'une part le roi de France et les Hohenstaufen et d'autre part le roi d'Angleterre et les Guelfes. Guillaume Ier de Hollande réussit à conserver le comté de Hollande en louvoyant entre les deux camps, et Louis II de Looz (+ 1217) et Ada renoncent à leurs prétentions. Ils meurent sans enfant.